# Tompa utcai pad
A Tompa utcai pad avagy Ferencvárosi pad, más néven Színpad, Kínpad vagy egyszerűen csak „a Pad” egy közterületi pad Budapest IX. kerületében, Ferencvárosban, amely 2023 júliusában tett szert országos ismeretségre. A Tompa utca 17/b. szám előtti, egyébként barna színű padot előbb szivárványszínűre festették, majd rövid időn belül több, különféle értékeket valló csoport, illetve személy is átfestette egymás után, majd a túl sok festékréteg miatt elszállították. Az események nagy médiafigyelmet váltottak ki, és rávilágítottak a 2020-as évek magyar politikai és közéleti párbeszédének sajátosságaira. Egyes nyilatkozók a jelenséget tragikomédiának értékelték.

## Idővonal

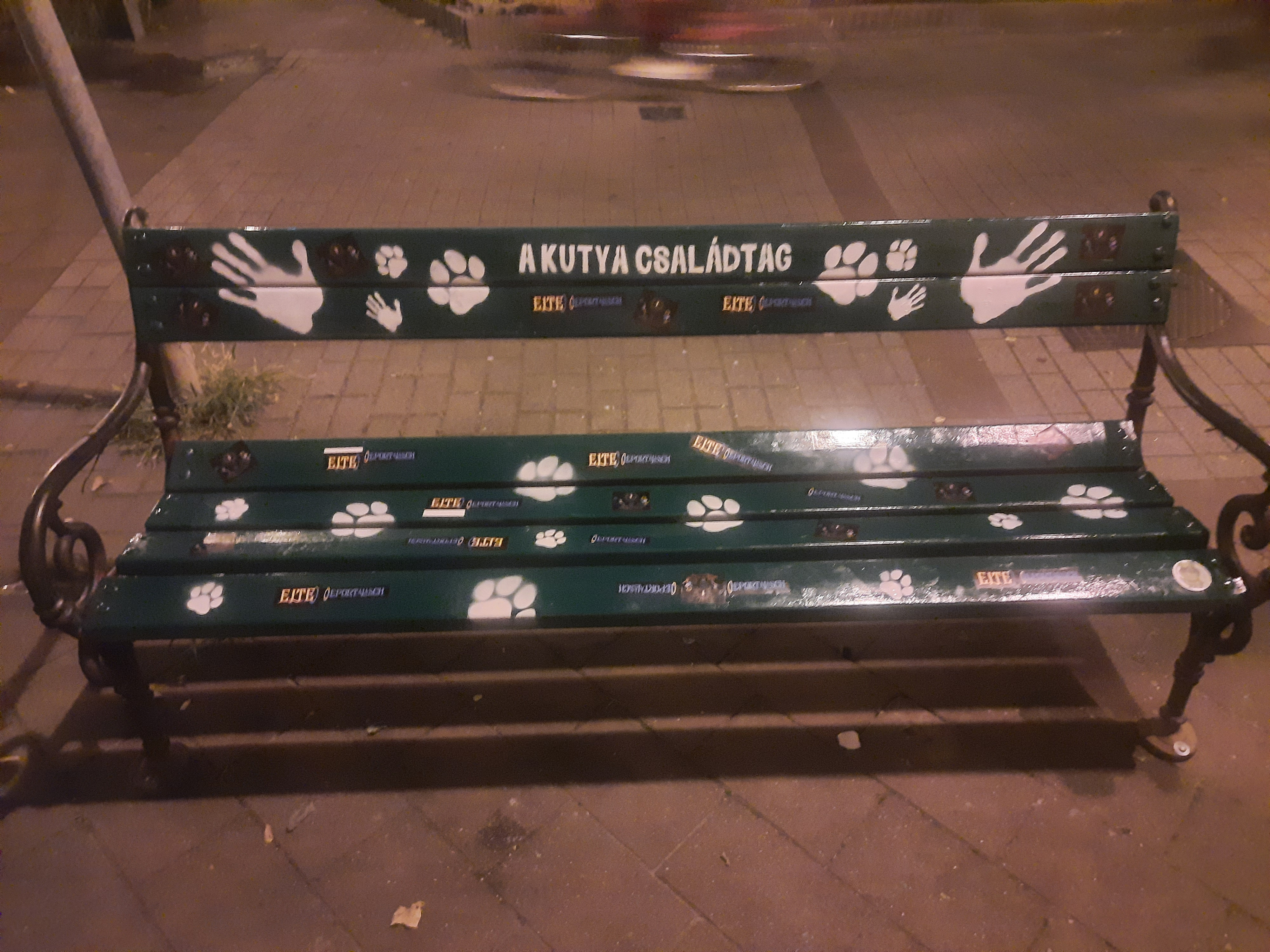
A pótolt pad matricákkal (2023. október 3-án)

- 2023. július 6. (csütörtök)

Az Amnesty International Magyarország önkéntesei a Pride-hónap alkalmából a ferencvárosi önkormányzat engedélyével a melegbüszkeség illetve az transzbüszkeség zászlajának színeire festettek át egy, a Tompa utcában található közterületi padot, majd Baranyi Krisztina polgármesterrel közösen átadták azt, mint „Budapest első szivárványos köztéri padját”. A pad festésének része volt egy „NYITOTT♥︎SZABAD♥︎BOLDOG” felirat és az Amnesty logója is. (A pad eredeti színe barna volt.)
- 2023. július 8. (szombat)

Szombatra virradóra az FTC labdarúgóklubhoz kötődő Aryan Greens (magyarul „Árja Zöldek”) nevű szurkolói csoport tagjai zöld-fehér színűre festették át a padot. A zöld és fehér az FTC színei. A tagok a festés részeként felírták az „⌖ARYAN Greens 30 years⌖” feliratot is.
- 2023. július 9. (vasárnap)

Másnap az Amnesty International Magyarország önkéntesei újra az LMBTQ színeire festették át a padot.
- 2023. július 11. (kedd)

Keddre virradóra az Aryan Greens tagjai újra zöld-fehér színűre festették át a padot, valamint festékszóróval elé írták a „STOP LMBTQ” feliratot.
Este ismeretlen személyek barnára festették át a padot, valamint papírlapon elhelyezték rajta a következő nyomtatott feliratot: Én csak egy pad szeretnék lenni. Ami jó mindenkinek. Neked is, Neki is. Nekünk. (A barna szín a piros mellett a magyarországi padok egyik elterjedt színe.)
- 2023. július 13. (csütörtök)

Csütörtök reggel az Amnesty International Magyarország önkéntesei újra az LMBTQ+ színeire festették át a padot, és a ferencvárosi önkormányzat kijelentette, hogy őriztetni fogják az objektumot.
Délután a Mi Hazánk Mozgalom budapesti elnöke, Vékony Csongor piros-fehér-zöld színnel fújta át a pad deszkáit, miután a padon megfigyelhető színek fentről lefelé a következők voltak: piros, fehér (háttámla), majd zöld, sárga, zöld, rózsaszín, zöld, kék (ülőlap). A piros, fehér és zöld a magyar zászló színei. A ferencvárosi önkormányzat kijelentette, hogy ilyen állapotban nem fogják őriztetni az objektumot. A Mi Hazánk Mozgalom leszögezte, hogy amennyiben valaki ezután átfesti a padot, akkor nemzeti jelkép megsértése miatt feljelentést fognak tenni ellene. De a rendőrség később Vékony ellen indított eljárást rongálás miatt 
Este kétszer is lefóliázták a padot. Az első alkalommal az ismeretlen elkövető elhelyezte rajta a következő nyomtatott feliratot: „befóliáztuk mer' megyen itt a buziskodás”, őt a rendőrség a helyszínen igazoltatta. A második alkalommal egy fiatalokból álló csoport helyezte el a következő nyomtatott feliratot: FIGYELEM! Az LMBTQ+ tartalmakat újabban csak lefóliázva lehet "közszemlére tenni". Mindenki tudja, mi van a borító alatt. A szerelem becsomagolva is szabad! #folianelkul. Az este folyamán a helyszínre érkezett a Magyar Kétfarkú Kutya Párt elnöksége, a Betyársereg öt tagja, valamint a rendőrség és készenléti rendőrség tagjai is.
- 2023. július 14. (péntek)

Péntek reggelre lekerült a fólia a padról.
Délután a ferencvárosi önkormányzat ismeretlen helyre szállíttatta el a padot. A pad legutolsó ismert megjelenése a piros-fehér-zölddel befújt.
- 2023. július 18. (kedd)

Kedd reggel valaki egy LMBTQ színűre festett széket helyezett az önkormányzat által elszállított pad helyére, amit délután a szék melletti kukába dobtak, melyről Twitter videó is készült.
- 2023. július 25. (kedd)

A korábbi pad helyén egy piros-fekete kockásra festett pad jelent meg, amely az oktatási tüntetések mozgalmának egyik jelképe. A támlán a mozgalom piroskörös felkiáltójele, valamint a „Folytatjuk a jövőnkért!” felirat szerepelt.
- 2023. július 26. (szerda)

Az eredeti pad bekerült a Budapesti Meme Múzeumba, ahol egy nyolcadik réteg festék majd minden korábbi verziónak emléket állít, és a padot egy másikkal pótolja az önkormányzat.
- 2023. október 1. (vasárnap)

Az önkormányzat egy eddig nem használt színváltozatra, zöld színűre festette a padot.
„A kutya családtag” felirat valamint fehér színű kéz és tappancs nyomatok kerültek rá.
- 2023. október 3. (kedd)

A padra matricák kerültek, kb. 10 db „ELTE-leportálásch” felirat díszíti.
- 2023. október 5. (csütörtök)

Újabb négyzetalakú matricákkal gazdagodott a felület.

## Reakciók

### Média
A médiát leginkább a humoros, illetve szarkasztikus hangnem jellemezte:
- A Telex „az ország leghíresebb padjának hányattatott sorsát” és a „kultúrharc frontvonalát” említi cikkeiben.
- A 444 „Nagy Eseménynek”, „harcnak”, illetve „padháborúnak” nevezte az eseményeket. Július 13-án este a „Ki tudja, mi jön ezután, reggelig még sok festék lefolyhat a Tompa utcán.” humoros sorral zárták cikküket. Július 14-én Tóth Árpád Egy pad elégiája című, 1912-es versének közzétételével reflektáltak a pad körüli eseményekre.
- A Magyar Nemzet és a Mandiner is „pad-kálváriaként” jellemzi a történteket.